# Dilkea johannesii
Dilkea johannesii je biljka iz porodice Passifloraceae, roda Dilkea. Nije u svim bazama podataka obrađena u Dilkea, ni pod prihvaćene, ni pod sinonime, ni pod nesmještene niti pod neprocijenjene. Sinonimi su Dilkea ulei Harms i Dilkea johannesii var. parvifolia Hoehne. Killip (1938.) je stavio D. ulei kao sinonim za D. johannesii. Spada u podrod Dilkea, s time da D. johanesii var. parvifolia ne ulazi u podrod Dilkea. Podrod Dilkea obuhvaća sve vrste prije opisane do 2009. godine. Killip također je uvrstio D. johanesii u četiri tipske vrste roda Dilkea (D. acuminata, D. retusa, johanesii), u koji je dodao D. wallisii te svoju D. parviflora. Poslije je rod bio više puta regrupiran, dodani su novi poput D. magnifica, D. margaritae.
Raste u Kolumbiji (Vaupés), sjevernom Brazilu (Amapá, Amazonas, Acre, Pará, Óbidos), Peruu (od Loreta do Maynasa).
Nije svrstana u IUCN-ov popis ugroženih vrsta.

## Vanjske poveznice
- Dilkea na Germplasm Resources Information Network (GRIN)  Arhivirana inačica izvorne stranice od 5. svibnja 2009. (Wayback Machine), SAD-ov odjel za poljodjelstvo, služba za poljodjelska istraživanja.